# خط الغاز العربي

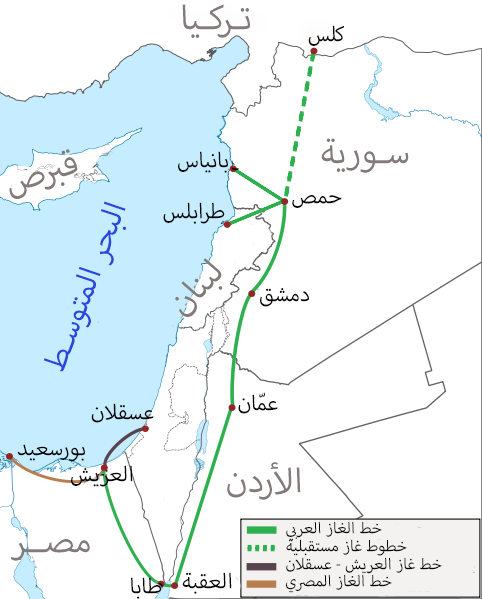

خط الغاز العربي هو خط غاز لتصدير الغاز الطبيعي المصري لدول المشرق العربي ومنها إلى أوروبا.
أو جزء من الخطة هي خطة لإنشاء خط من مدينة العريش في شمال سيناء إلى العقبة في جنوب الأردن. تم الانتهاء من هذا الجزء عام 2003 بتكلفة قدرها 220$ مليون، والسعة السنوية لهذا الجزء هو 1.1. الجزء الثاني من المشروع يصل بين العقبة والرحاب، أيضاً في الأردن، والتي تبعد 24كم عن الحدود السورية، وطول هذا الجزء 390 كم بتكلفة قدرها 300$ مليون، وتم الانتهاء منه بحلول عام 2005.
الجزء الثالث للخط طولة 324كم, من الأردن إلى دير علي في سوريا، ومن هناك سيمتد الخط ليصل الي قرية رايان. في عام 2006 تم الاتفاق بين مصر وسوريا والأردن ولبنان وتركيا ورومانيا بتوصيل خط الغاز إلى الحدود السورية التركية ومن هناك سيتم توصيل الخط بخط غاز نابوكو ليُوصل بالقارة الأوروبية.
في عام 2004 اتفقت مصر والأردن ولبنان وسوريا مع العراق لتوصيل خط الغاز العربي مع العراق لتصدير الغاز العراقي لأوروبا أيضاً. ومتوقع أن يتم الانتهاء من هذا المشروع عام 2010

## حوادث التفجيرات
لم يسلم الخط العربي للغاز من الاستهداف منذ اندلاع أحداث 2011، فقد تم تفجير الخط في 5 فبراير 2011 عند منطقة الشيخ زويد شمالي سيناء، وتم إيقاف ضخ الغاز لمنع زيادة الاشتعال آنذاك. وفي 7 يوليو 2013، فجر مجهولون خط الغاز جنوبي العريش في محافظة شمال سيناء. ومنذ قيام ثورة 25 يناير 2011 تم تفجير خط الغاز لأكثر من 16 مرة، استهدفت معظمها الأنبوب الواصل إلى إسرائيل. كان اخرها عام 2020 وبالضبط في 24 آب الساعة الرابعة حيث شهد انفجارا إرهابيا ضخما بين منطقتي الضمير وعدرا. ادى هذا الانفجار إلى انقطاع التيار الكهربائي عن كامل سوريا قدرت الاضرار المبدئية ب 800 مليون ليرة سورية